# Kaloula mediolineata
Kaloula mediolineata es una especie  de anfibios de la familia Microhylidae.

## Distribución geográfica
Se encuentra en Laos, Tailandia, Vietnam y, posiblemente en Camboya.

## Estado de conservación
Se encuentra amenazada de extinción por la pérdida de su hábitat natural.